# Франсоа Рабле
Франсоа Рабле (на френски: François Rabelais) е френски ренесансов писател, автор на „Гаргантюа и Пантагрюел“.

## Биография
Франсоа Рабле е роден в семейството на адвокат, практикуващ в град Шинон, който се намира на около 5 км до родното му село Ла Дьовиниер (днес Сьойи). Учи медицина и юридически науки, след което практикува лекарска професия. Отличавал се с енциклопедични за времето си познания.
Трънлив и неравен е жизненият и творчески път на Рабле в родината му. Реакционните сили, особено богословите от Сорбоната, са гледали на него като на враг, който разрушава вековната сграда на католическата църква, нерядко е бил изправян пред опасността да бъде изгорен на клада като други хуманисти. Спасявал се е благодарение на своята тактична предпазливост или поради застъпничеството на влиятелни покровители. Голяма подкрепа срещу враговете му е оказал кардинал Жак дю Беле, един църковник, който, макар че е носел кардиналски сан, бил приятел на хуманистите.
Рабле умира през 1553 г. на 59-годишна възраст в Париж. Последната, пета книга от романа му „Гаргантюа и Пантагрюел“ излиза единадесет години след смъртта му (1564 г.), в написването на която, изглежда, е взел малко участие.

## Творчество и възгледи
В сатиричния си роман „Гаргантюа и Пантагрюел“ Рабле противопоставя хуманистичните възгледи срещу тези на схоластиката, а именно механичното усвояване на знания, запълването на деня с безсмислени занимания и игри, формално учение за религията и др. В огромен фокус Рабле събира и изразява всички противоречия, конфликти и проблеми на своята съвременност. В изострената социално-историческа и политическа обстановка, като работи тактично и разумно, той успява да избегне съдбата на редица хуманисти, които загиват от преследванията на тъмните сили, и да доизкара докрай своето епохално произведение.
Коренно различно е учението на учителя хуманист. Знанията се придобиват посредством книги, изпълнени с вековни мъдрости – изучават се астрономия, математика, медицина, естествознание и др. Като методи на обучение се използват наблюдението и беседата с цел ученикът да бъде активен през цялото време. Освен това се прилага и методът на занимателното обучение, като например геометрията, която се използва в игрите и по този начин се продобиват умения за практическото ѝ приложение. Не е пренебрегнато и физическото възпитание на човека. За неговото развитие се използват храненето, създаването на хигиенни навици, спорт и др. Франсоа Рабле обръща сериозно внимание и на труда като метод за физическо развитие.

## Творчество
- Гаргантюа и Пантагрюел, поредица от пет книги:
  - Pantagruel (1532)
  - La vie très horrifique du grand Gargantua, обикновено наричана съкратено Gargantua (1534)
  - Le Tiers Livre („Третата книга“, 1546)
  - Le Quart Livre („Четвъртата книга“, 1552)
  - Le Cinquième Livre („Петата книга“, чието авторство е оспорвано)

## За него
- Михаил Бахтин, Творчеството на Франсоа Рабле и народната култура на Средновековието и Ренесанса. Превод от руски Донка Данчева. София: Наука и изкуство, 1978, 520 с.